# سلاح عریان دو و یک‌دوم: بوی ترس
سلاح عریان دو و یک‌دوم: بوی ترس (به انگلیسی: The Naked Gun 2½: The Smell of Fear) یا سلاح عریان ۲ فیلمی محصول سال ۱۹۹۱ و به کارگردانی دیوید زاکر است. در این فیلم بازیگرانی همچون لسلی نیلسن، پریسیلا پریسلی، جرج کندی، او.جی. سیمپسون، روبرت گولت، ریچارد گریفیتس، جکلین بروکس، تیم اکونر و پیتر مارک ریچمن ایفای نقش کرده‌اند.